# Andrzej Dudziński

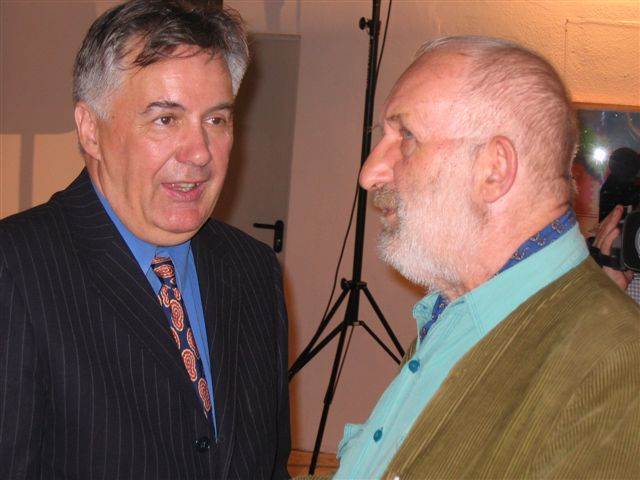
Andrzej Dudziński z Henrykiem Wańkiem (2004)

Andrzej Władysław Dudziński, ps. „Dudi” (ur. 14 grudnia 1945 w Sopocie, zm. 17 stycznia 2023) – polski rysownik, grafik, malarz, karykaturzysta i fotografik.

## Życiorys
Studiował architekturę na Politechnice Gdańskiej, następnie architekturę wnętrz i grafiki w Państwowej Wyższej Szkole Sztuk Plastycznych w Gdańsku. Został absolwentem Wydziału Grafiki Akademii Sztuk Pięknych w Warszawie. Jako rysownik debiutował w 1970 na łamach „Szpilek”. Pseudonim „Dudi” wywodzi się od cyklu rysunków przedstawiających wymyślonego przez siebie ptaka. Swoje prace zamieszczał również w takich pismach jak „Polska”, „Polityka”, „Kultura”, „Ty i Ja” i „Tygodnik Powszechny”.
W 1977 wyemigrował do Stanów Zjednoczonych, od 1980 zamieszkując w Nowym Jorku. Po latach zamieszkał na stałe w Warszawie. Współpracował z wieloma czasopismami amerykańskimi – „The Atlantic Monthly”, „The Boston Globe”, „Newsweek”, „The New York Times”, „Playboy”, „Rolling Stone”, „Time”, „Vanity Fair” i „The Washington Post”. Wykonywał też prace na zamówienie wielu przedsiębiorstw – AT&T, Deutsche Telekom, IBM, Royal Bank of Scotland, a także dla PBS, przedsiębiorstwa badania rynku i opinii. W latach 1982–1990 wykładał w Parsons School of Design w Nowym Jorku. W dorobku miał kilkadziesiąt indywidualnych wystaw swoich prac (m.in. w Berlinie, Düsseldorfie, Genewie, Lipsku, Pradze, Tokio, Waszyngtonie i licznych miastach Polski).
Był członkiem komitetu poparcia Bronisława Komorowskiego przed wyborami prezydenckimi w 2010 i 2015.
Był mężem pisarki Magdy Dygat. Wraz z żoną napisał książkę Mały alfabet Magdy i Andrzeja Dudzińskich (Wyd. Literackie, Kraków 2009).
Pochowany 26 stycznia 2023 na cmentarzu Wojskowym na Powązkach w Warszawie (kwatera F V-1-14).

## Odznaczenia i wyróżnienia
- Krzyż Oficerski Orderu Odrodzenia Polski (2012)[6][7]
- Tytuł honorowego obywatela Sopotu (2001)
- Nagroda Neptuna, przyznana przez prezydenta Gdańska (2013)
- Nagroda ZAiKS-u w dziedzinie sztuk wizualnych (2014)[8]
- Nagroda 100-lecia ZAiKS-u (2018)[8]
- Nagroda specjalna ZAiKS-u (2019)[8]